# Кларктон (Северна Каролина)
Кларктон (енгл. Clarkton) град је у америчкој савезној држави Северна Каролина.

## Демографија
По попису из 2010. године број становника је 837, што је 132 (18,7%) становника више него 2000. године.
| Група             | 2000.       | 2010.       |
| Белци             | 434 (61,6%) | 395 (47,2%) |
| Афроамериканци    | 228 (32,3%) | 372 (44,4%) |
| Азијати           | 0 (0,0%)    | 2 (0,2%)    |
| Хиспаноамериканци | 33 (4,7%)   | 43 (5,1%)   |
| Укупно            | 705         | 837         |